# Cleyera orbicularis
Cleyera orbicularis är en tvåhjärtbladig växtart som beskrevs av Brother Alain. Cleyera orbicularis ingår i släktet Cleyera, och familjen Pentaphylacaceae. Inga underarter finns listade i Catalogue of Life.